# Dombeya longicuspis
Dombeya longicuspis är en malvaväxtart som beskrevs av Henri Ernest Baillon. Dombeya longicuspis ingår i släktet Dombeya och familjen malvaväxter. Utöver nominatformen finns också underarten D. l. bosseri.